# Luristan
Luristan (perz. لرستان; Luristān/Lorestān, dosl. „Lurska domovina”, punim imenom استان لرستان; Ostān-e Luristān) je jedna od 31 iranske pokrajine. Smještena je na zapadnom dijelu zemlje i obuhvaća uglavnom planinski krajolik Zagrosa, a omeđena je Kermanšaškom i Hamadanskom pokrajinom odnosno Markazijem na sjeveru, Isfahanskom pokrajinom na istoku, Huzestanom na jugu, te Ilamskom pokrajinom na zapadu. Luristan ima površinu od 28.294 km², a prema popisu stanovništva iz 2006. godine u pokrajini je živjelo 1,716.527 stanovnika. Najveći i ujedno glavni grad Luristana je Horamabad.

## Okruzi
- Aligudarški okrug
- Aznanski okrug
- Borudžerdski okrug
- Delfanski okrug
- Dorudski okrug
- Dovrenski okrug
- Horamabadski okrug
- Kuhdaštanski okrug
- Pol-e Dohtarski okrug
- Selselski okrug

## Vanjske poveznice
- (perz.) Službene stranice Luristana  Arhivirana inačica izvorne stranice od 29. rujna 2007. (Wayback Machine)

Ostali projekti
|  | Zajednički poslužitelj ima stranicu o temi Luristan    |
|  | Zajednički poslužitelj ima još gradiva o temi Luristan |